# Amina, la jeune lycéenne
Pour plus de détails, voir Fiche technique et Distribution.
Amina, la jeune lycéenne est un film sénégalais réalisé par Diagne Mbaye Maniang, sorti le en 2010.

## Synopsis
Amina, la jeune lycéenne est l'histoire d'une jeune élève, Aminata, âgée de 16 ans, qui, à la veille de son examen, est enlevée par des inconnus envoyés par son futur mari, un "modou modou" (expatrié sénégalais en Europe).
À la suite de cet enlèvement, elle va vivre des souffrances terribles telles que le viol, la violence, l' abus sexuel et la maltraitance.
Après quelques semaines de séquestration, elle a fini par s'échapper, contractant le virus du VIH qu'elle découvre lors de sa première visite prénatale.

## Fiche technique
- Titre original : Little Senegal
- Réalisation : Diagne Mbaye Maniang
- Scénario : Diagne Mbaye Maniang
- Production :
- Musique : Jombaajo de Baaba Maal
- Photographie :
- Montage :
- Langues originales : Wolof sous-titré en français
- Format :
- Genre : Drame
- Durée : 33 minutes

## Distribution
- Seydou
- Amina

## Récompenses
- 2010 : 1er prix du Festival Sénégalais 2010 sur les violences basées sur le Genre[1],[2]
- 2014 : 3e prix[2]